# Вељке Љеваре
Вељке Љеваре (слч. Veľké Leváre) насељено је мјесто са административним статусом сеоске општине (слч. obec) у округу Малацки, у Братиславском крају, Словачка Република.

## Становништво
| Година:    | 1994. | 2004.    | 2014.   | 2024.   |
| ---------- | ----- | -------- | ------- | ------- |
| Број људи: | 3228  | 3554     | 3576    | 3762    |
| Разлика:   |       | +10,09 % | +0,61 % | +5,20 % |

| Година:    | 2023. | 2024.   |
| ---------- | ----- | ------- |
| Број људи: | 3751  | 3762    |
| Разлика:   |       | +0,29 % |

Према подацима о броју становника из 2024. године насеље је имало 3762 становника.